# Paulinas COMEP
A Paulinas-COMEP (Comunicação Musical Editora Paulinas) é uma gravadora e editora musical brasileira, é parte do grupo Paulinas, que compreende a Editora de livros e revistas, bem como produção de programas de rádio e televisão.

## História
A Paulinas-Comep foi fundada em 1960, em Curitiba, com o nome de Edições Paulinas Discos pelas Irmãs Paulinas (Pia Sociedade Filhas de São Paulo).
Em 1964 foi transferida para São Paulo - SP. O principal objetivo da mudança era transmitir programas de rádio produzidos pelas Paulinas desde o início da década.

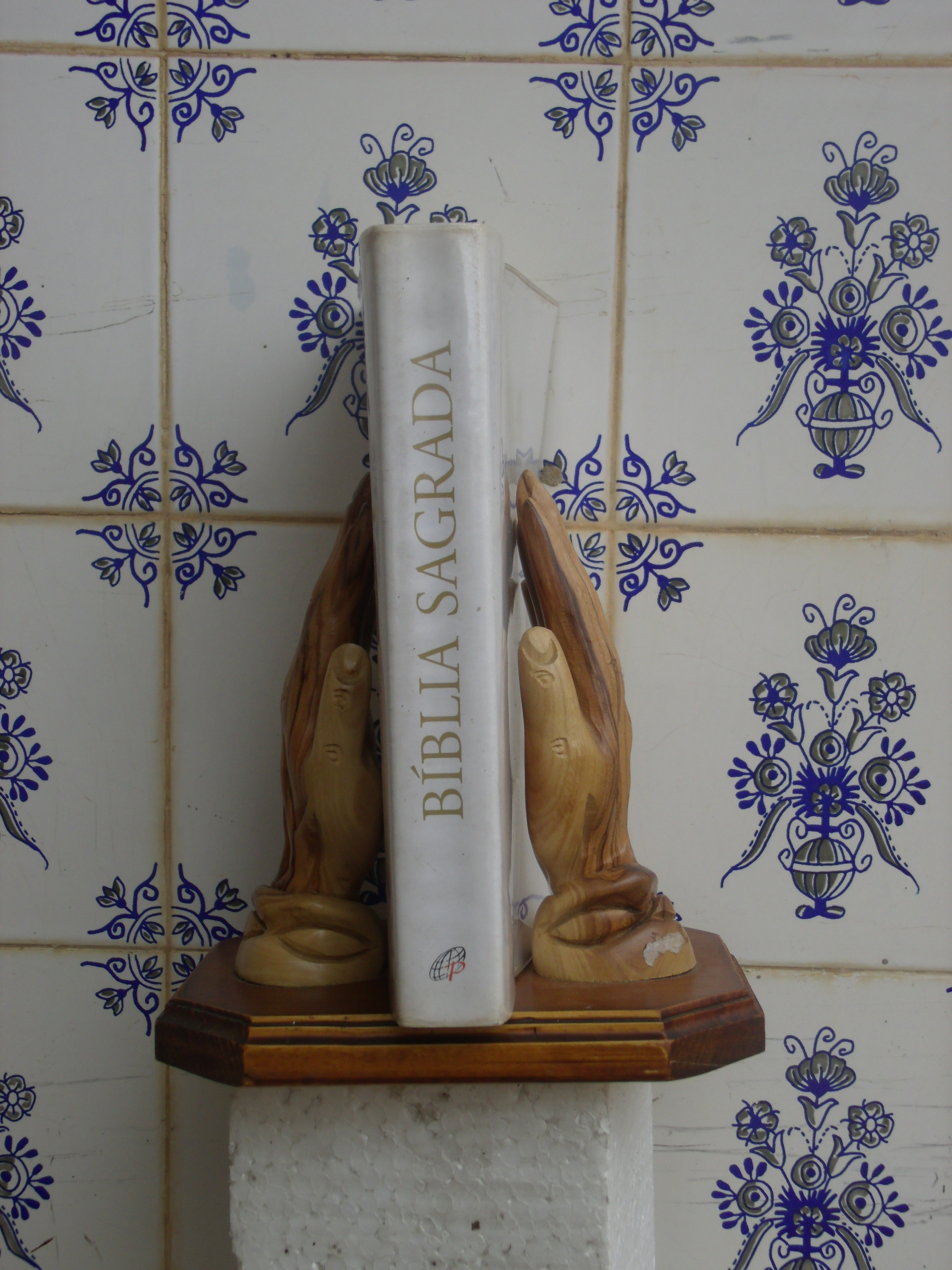
Bíblia impressa pela editora.

Em 1969/1970 passou a chamar-se Paulinas - COMEP, lançando o primeiro disco (compacto) brasileiro de música católica com o Pe. Zezinho, scj., que desde 1969 está na mesma gravadora e difundindo cada vez mais a música católica. O logotipo "Comep" foi inaugurado em 1971, porém sua primeira atuação foi em 1975. Em 1972, a gravadora inicia um novo selo com a gravação do primeiro LP de 12 músicas do Pe. Zezinho SCJ, o Estou Pensando em Deus, primeiro distribuído pelo selo Panorâmico extinto em 1992. Em 1976 houve a gravação do raro compacto Oração de São Francisco, interpretado por Francisco Sérgio, cuja versão da oração é uma das mais belas gravações da música. O disco teve como arranjadores os maestros Héctor Lagnã Fietta (faixa: O Caminho) e Eduardo Assad (faixa: Oração de São Francisco). O selo CSP Records foi inaugurado em 1985 com a aderência dos novos ritmos jovens e de projetos especiais, foi extinto em 1991. O selo "Comep" ainda distribuiu LPs até 1997 quando se trocou a logomarca definitivamente pelo grande "P" talhado sobre um globo que hoje designa a editora Paulina.

## Estrutura
A gravadora possui uma ampla rede de livrarias que colocam em comercialização os produtos gravados nos estúdios em São Paulo por todo o Brasil, além de relançamentos eventuais de algumas de suas antigas produções em LP. A gravadora continua ainda hoje a produzir música católica, além de vídeos, CD-ROMs, DVDs, todos de caráter religioso, cultural e educativos. Recentemente, se comemorou o jubileu de ouro pelo aniversário de 50 anos da gravadora.
No Brasil tem 28 lojas-livrarias distribuidoras e está presente em mais de 50 países nos cinco continentes através da difusão da congregação fundada por Beato Tiago Alberione e "Venerável" Irmã "Mestra" Tecla Merlo.

## Galeria

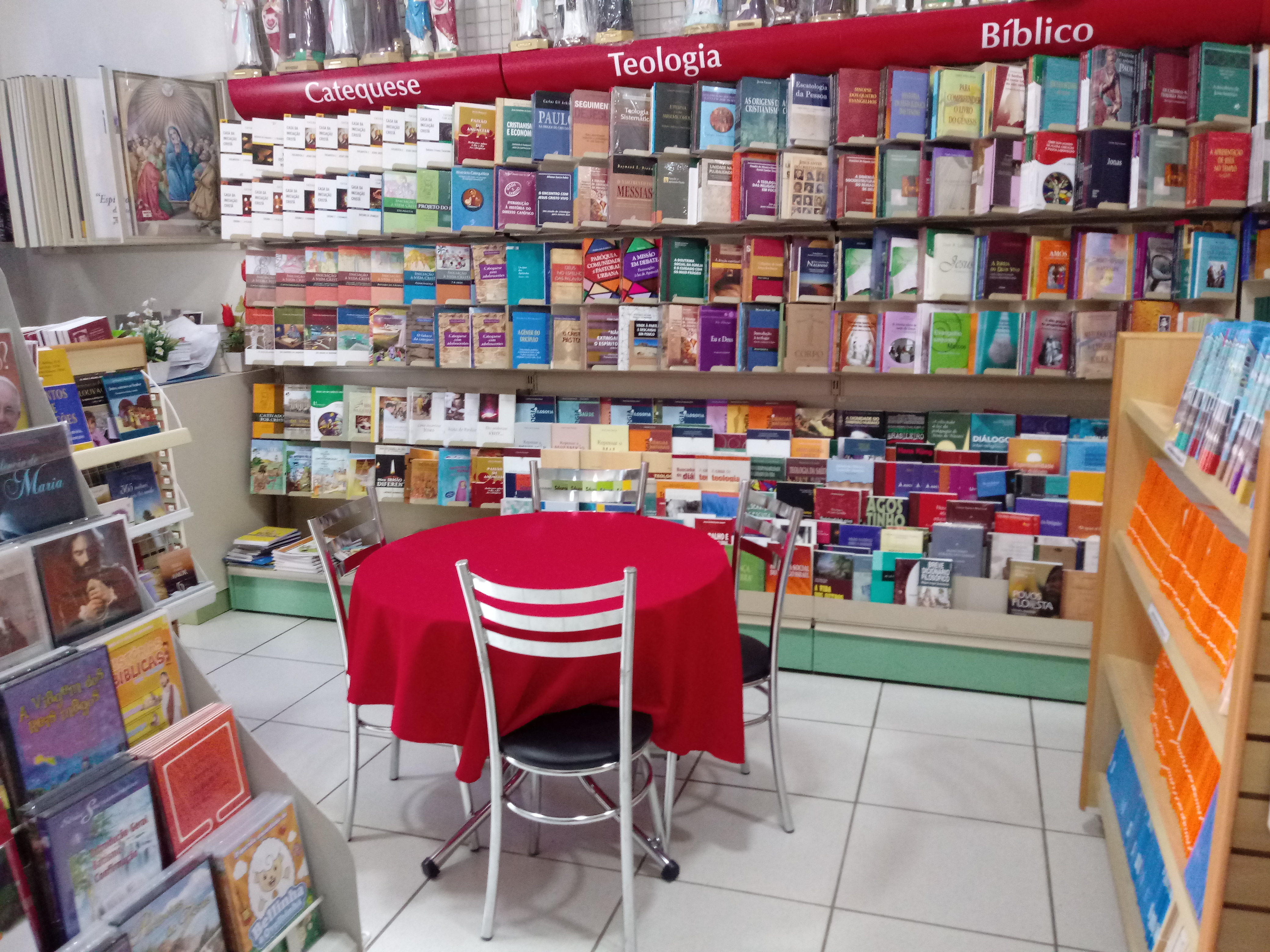
Interior de uma Paulinas.
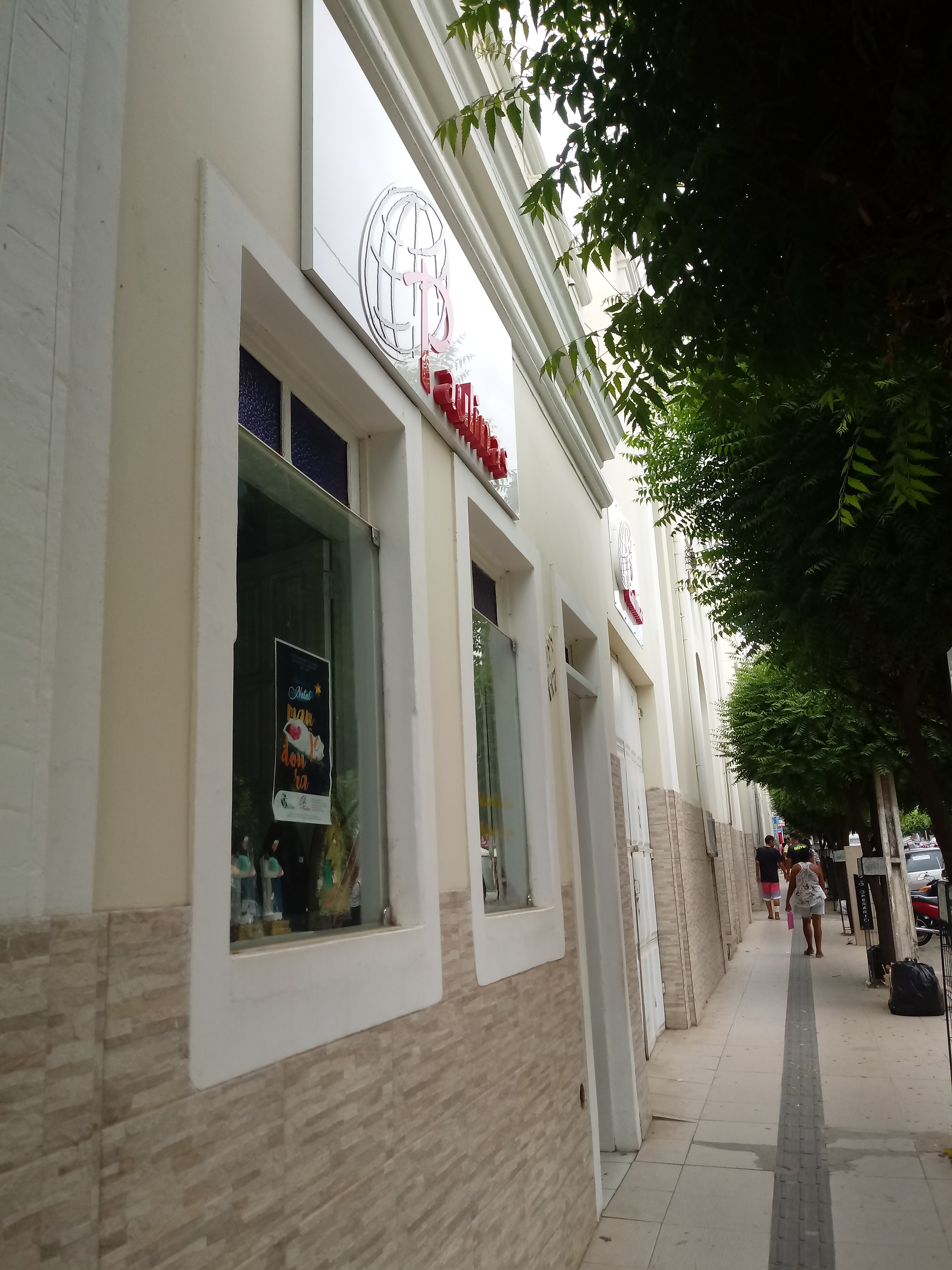
Frente da livraria em Juazeiro do Norte.